# NGC 1376
NGC 1376 é uma galáxia {{{typ}}} localizada na direcção da constelação de Eridanus. Possui uma declinação de -05° 02' 34" e uma ascensão recta de 3 horas, 37 minutos e 06,0 segundos.
A galáxia NGC 1376 foi descoberta em 28 de Janeiro de 1785 por William Herschel.